# Psáry
Psáry (německy Psar) jsou obec v okrese Praha-západ ve Středočeském kraji. Leží jihovýchodně od Prahy mezi Jesenicí a Jílovým u Prahy.
V obci žije přibližně 4 200 obyvatel. V říjnu 2008 jich měla 3 132, v roce 1991 jich zde přitom žilo zhruba 1 300. Obec spadá do oblasti, která se vlivem suburbanizace Prahy mohutně rozrůstá (např. město Jesenice mívalo 1 700 obyvatel a k roku 2017 jich mělo již zhruba 9 000).

## Historie
První písemná zmínka o vesnici pochází z roku 1088, kdy král Vratislav obdaroval vyšehradskou kapitulu pozemky v Psářích (Pzarih).
Ve vsi Psáry (636 obyvatel) byly v roce 1932 evidovány tyto živnosti a obchody: cihelna, 3 hostince, kovář, 2 obuvníci, 3 řezníci, sedlář, 2 obchody se smíšeným zbožím, spořitelní a záložní spolek pro Psáry, švadlena, trafika, truhlář.
V obci Dolní Jirčany (přísl. Horní Jirčany, Štědřík, 562 obyvatel, samostatná obec se později stala součástí Psár) byly v roce 1932 evidovány tyto živnosti a obchody: autodoprava, obchod s dobytkem, 3 hostince, 2 kapelníci, kovář, krejčí, pokrývač, porodní asistentka, 6 rolníků, 4 řezníci, 2 obchody se smíšeným zbožím, švadlena, tesařský mistr, trafika, velkostatek.

## Obyvatelstvo
| Rok            | 1869 | 1880 | 1890  | 1900  | 1910  | 1921  | 1930  | 1950 | 1961 | 1970  | 1980  | 1991  | 2001  | 2011  | 2021  |
| -------------- | ---- | ---- | ----- | ----- | ----- | ----- | ----- | ---- | ---- | ----- | ----- | ----- | ----- | ----- | ----- |
| Počet obyvatel | 812  | 921  | 1 036 | 1 069 | 1 089 | 1 075 | 1 125 | 979  | 992  | 1 001 | 1 341 | 1 309 | 1 814 | 3 595 | 4 289 |
| Počet domů     | 104  | 121  | 133   | 150   | 181   | 190   | 214   | 394  | 256  | 254   | 277   | 344   | 557   | 1 060 | 1 301 |

## Obecní správa

### Územněsprávní začlenění
Dějiny územněsprávního začleňování zahrnují období od roku 1850 do současnosti. V chronologickém přehledu je uvedena územně administrativní příslušnost obce v roce, kdy ke změně došlo:
- 1850 země česká, kraj Praha, politický okres Jílové, soudní okres Jílové[8]
- 1850 země česká, kraj Praha, politický okres Jílové, soudní okres Jílové
- 1855 země česká, kraj Praha, soudní okres Jílové
- 1868 země česká, politický okres Karlín, soudní okres Jílové
- 1884 země česká, politický okres Královské Vinohrady, soudní okres Jílové[9]
- 1921 země česká, politický okres Královské Vinohrady expozitura Jílové, soudní okres Jílové[10]
- 1925 země česká, politický i soudní okres Jílové[11]
- 1939 země česká, Oberlandrat Praha, politický i soudní okres Jílové[12]
- 1942 země česká, Oberlandrat Praha, politický okres Praha-venkov-jih, soudní okres Jílové[13]
- 1945 země česká, správní i soudní okres Jílové[14]
- 1949 Pražský kraj, okres Praha-východ[15]
- 1960 Středočeský kraj, okres Praha-západ
- 2003 Středočeský kraj, obec s rozšířenou působností Černošice

### Části obce
Obec Psáry se skládá ze dvou částí na dvou stejnojmenných katastrálních územích:
- Psáry
- Dolní Jirčany

### Obecní symboly
Znak a vlajka byly obci uděleny rozhodnutím předsedy Poslanecké sněmovny Parlamentu České republiky dne 29. května 2007.

## Doprava
Dopravní síť
- Pozemní komunikace – Obec protíná silnice II/105 Praha - Jílové u Prahy - Neveklov - Sedlčany.
- Železnice – Železniční trať ani stanice na území obce nejsou.

Veřejná doprava 2017
- Autobusová doprava - linky č. 332, 334. 332 jezdí na metro C - Budějovická, 334 na Smíchovské nádraží. Z obce vedly autobusové linky např. do těchto cílů: Jílové u Prahy, Kamenný Přívoz, Krhanice, Neveklov, Praha (Budějovická, Smíchov).

## Další fotografie

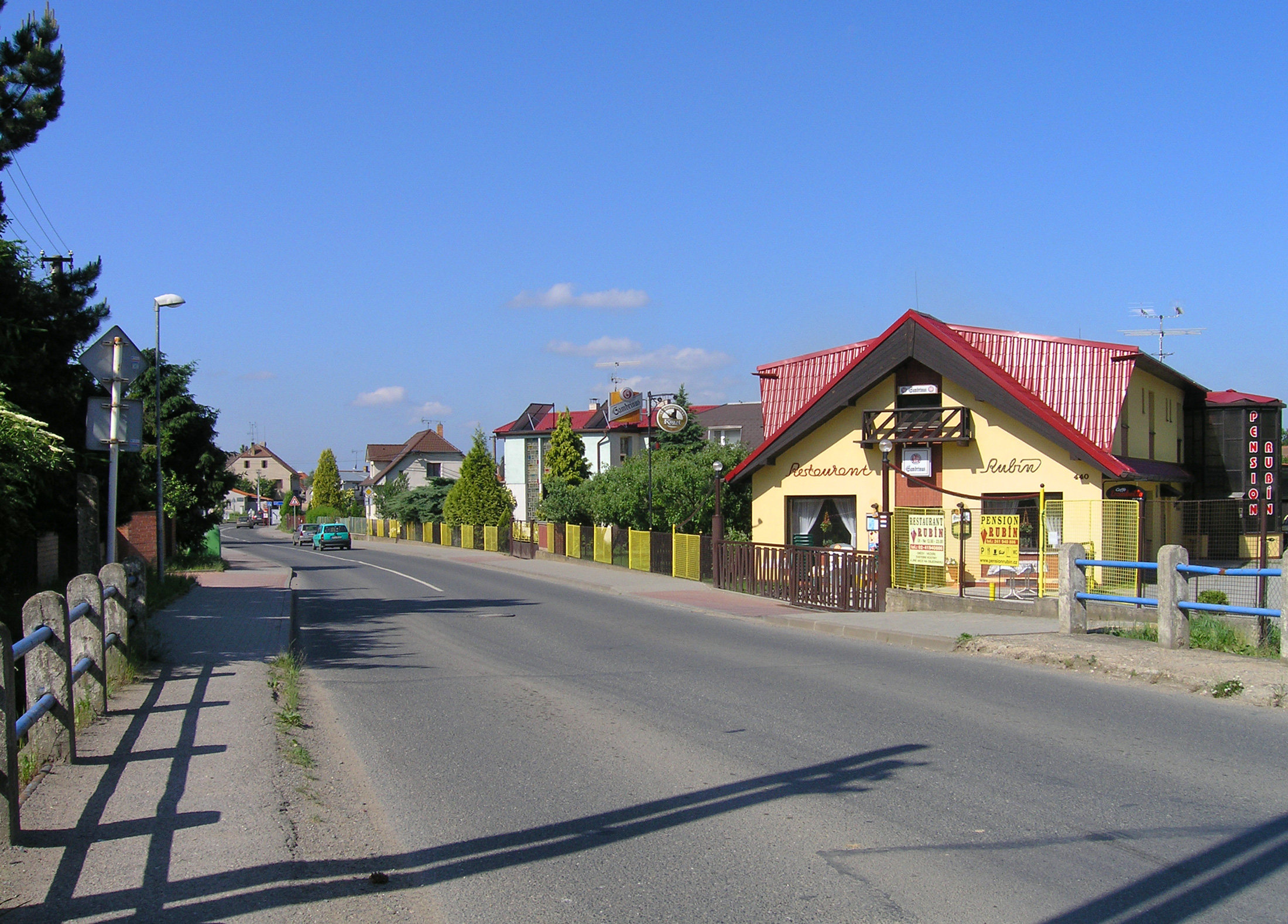
Psárská ulice od Prahy
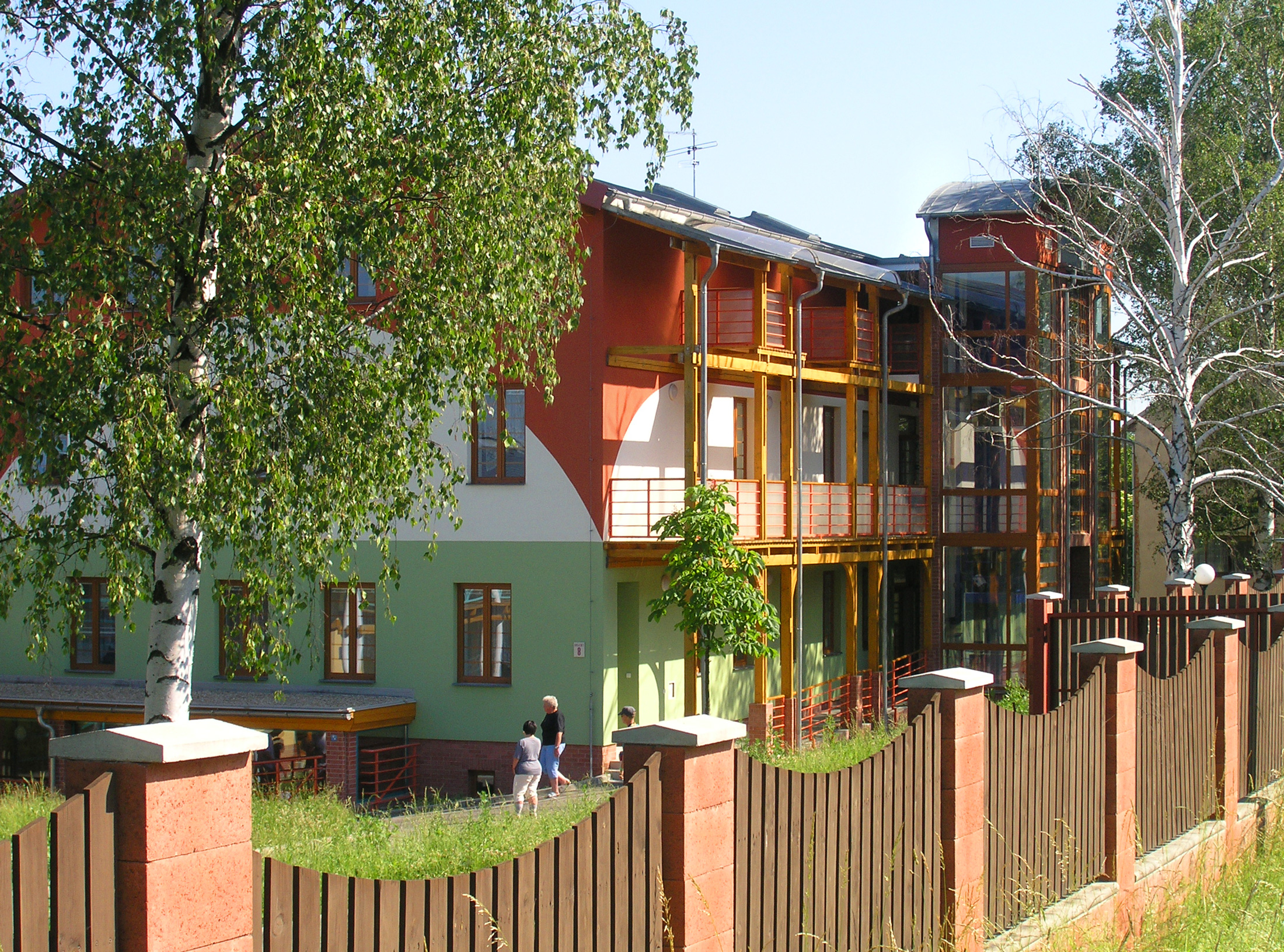
Domov důchodců Laguna
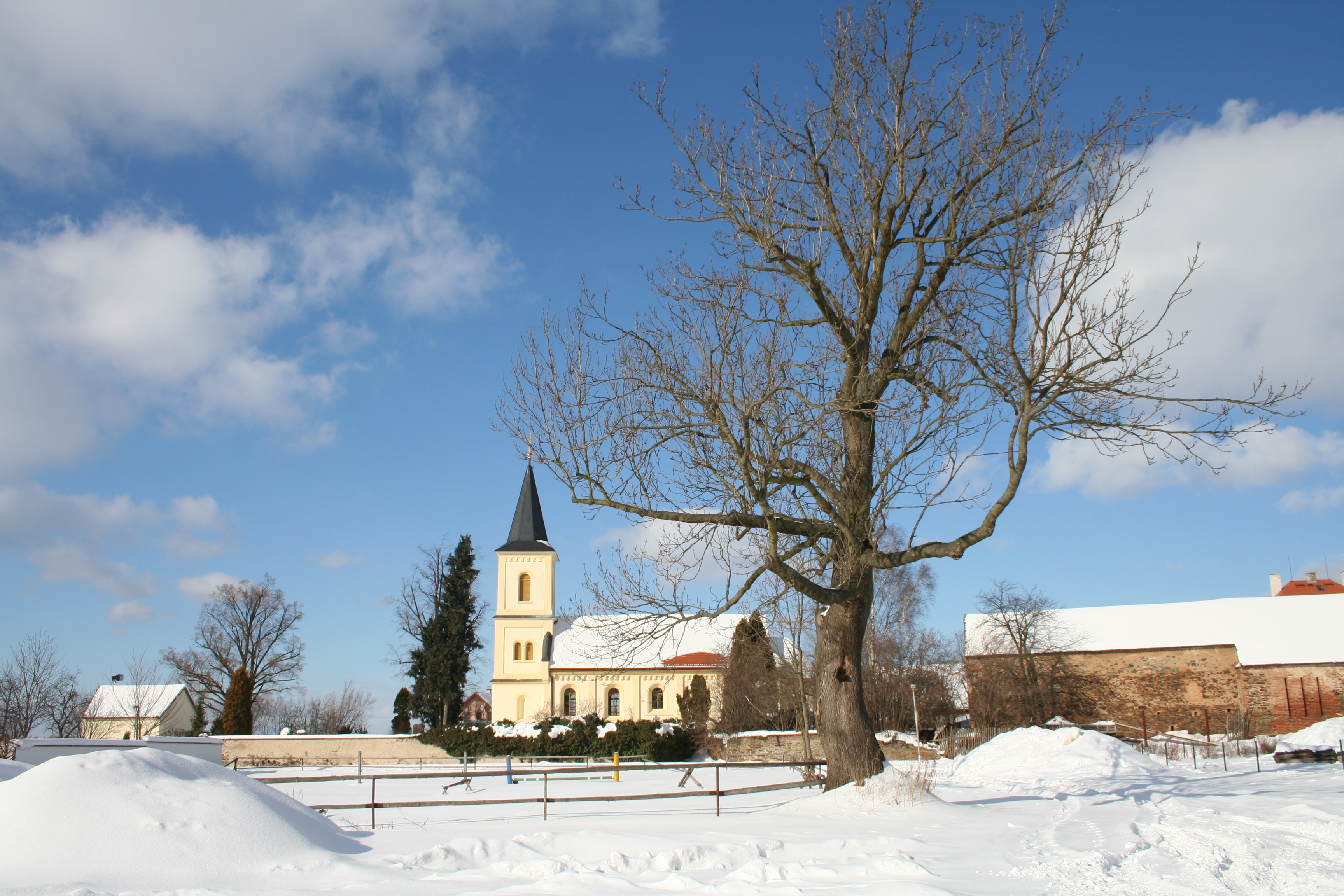
Dolní Jirčany - kostel svatého Václava